# Мулько Віталій Миколайович
Віталій Миколайович Мулько (1983—2022) — старший солдат збройних сил України, учасник російсько-української війни.

## Життєпис
Народився 30 травня 1983 року в місті Гайворон Кіровоградської області. У 2000 році закінчив місцеву ЗСШ №2, потім відслужив строкову військову службу, після чого працював у Києві на будівництві.
У 2006 році вступив до Українського державного університету імені Михайла Драгоманова. Отримавши ступінь бакалавра в Інституті педагогічної освіти та практичної психології продовжив навчання в Уманському педагогічному Університеті ім. П. Тичини, який закінчив у 2011 році.
Свою професійну діяльність розпочав в рідному місті  у відділі сім'і та молоді, багато працював на волонтерських засадах, зокрема у підлітковому клубі з дітьми-сиротами. Його професійне життя було тісно пов’язане саме з дітьми. Був психологом, проводив тренінги,  консультував батьків та дітей.
З 1 вересня 2010 року працював вчителем початкової школи в с. Чемерпіль.
У 2012 року, після одруження, переїхав жити до м. Шепетівка, Хмельницької області. Віталій почав працювати за фахом психолога спочатку у дитячому садку а потім у школі.
У 2015 р. Віталій закінчив у м. Чернігів «Першу київську школу психотерапії» за напрямком Системна сімейна психотерапія. У 2018р заснував БФ «Центр допомоги батькам та дітям «Багаті милосердям», що спеціалізується на психологічній роботі з батьками та дітьми.
З жовтня 2021 року Віталій працював директором Грицівського інклюзивно-ресурсного центру.
24 лютого 2022 року Віталій вирушив до військкомату, а вже 25-го разом з побратимами стали на захист країни у складі 1 роти 2 взводу 88 батальйону 106 ОБрТрО. Навіть на війні не забував про своє  покликання, мріяв допомагати військовим, які пройшли війну. Віталій часто допомагав побратимам та планував багато цікавих проектів з  колегами.
15 листопада 2022 року загинув під час мінометного обстрілу поблизу міста Бахмут Донецької області.

## Нагороди та вшанування
- Орден «За мужність» III ступеня[1].

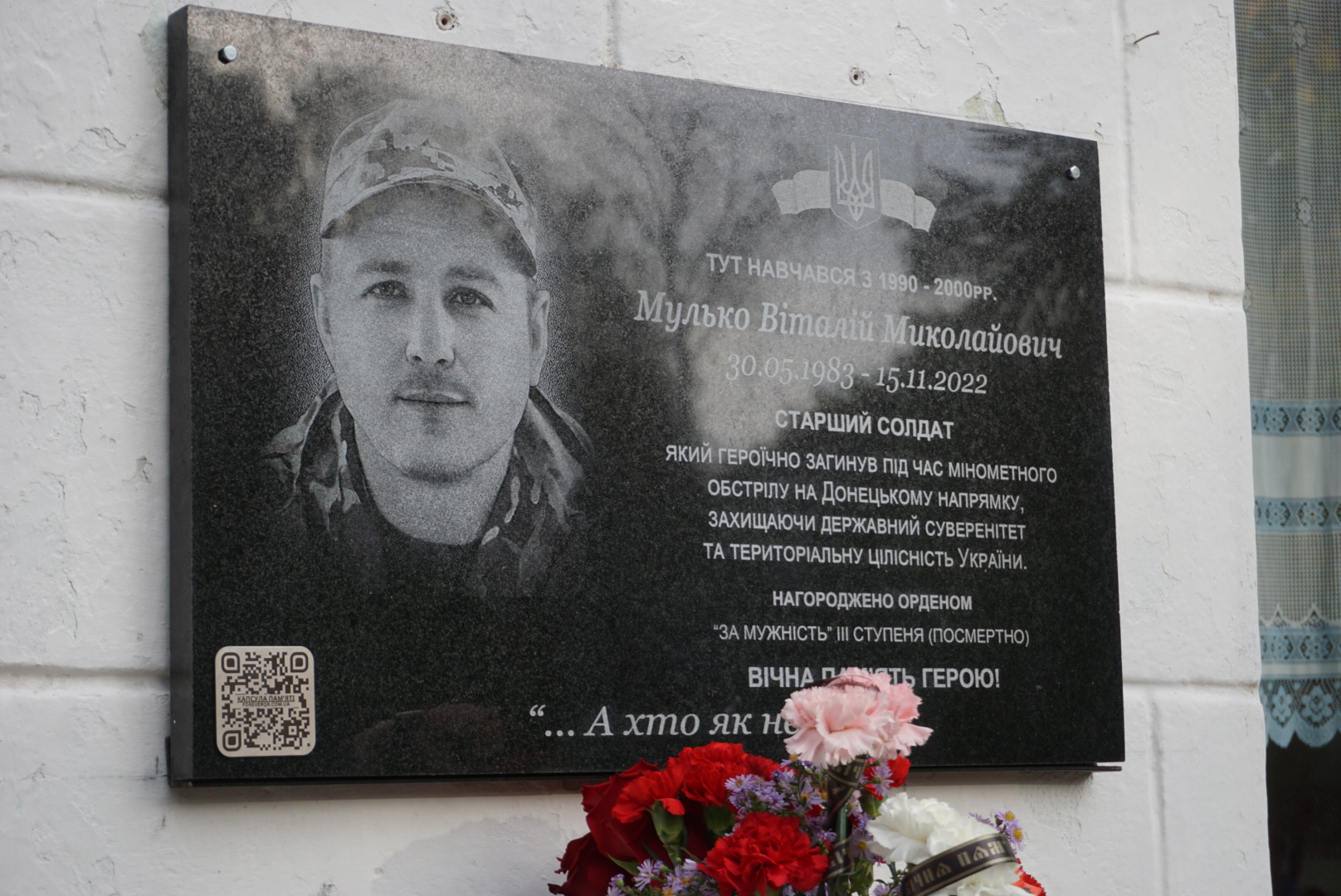
Встановлено меморіальну дошку на фасаді КЗ "Гайворонський ліцей №2"

- У селищі Гриців Шепетівського району відкрито меморіальну дошку.
- На фасаді КЗ «Гайворонський ліцей №2» 4 жовтня 2024 року встановлено меморіальну дошку